# Радегунда (Мозирє)
Радегунда (словен. Radegunda) — поселення в общині Мозирє, Савинський регіон, Словенія. Висота над рівнем моря: 498,6 м.